# عهدنامه پاساروفچه
عهدنامهٔ پاساروفچه معاهدهٔ صلحی بود که مابین امپراتوری عثمانی در یک طرف و جمهوری ونیز و امپراتوری هابسبورگ اتریش در طرف دیگر، در ۲۱ ژوئیهٔ ۱۷۱۸ در شهر پوژارواتس (پاساروفچه) (در آن زمان واقع در عثمانی ولی امروزه در صربستان) منعقد شد و در نتیجهٔ آن سرزمین‌های بسیاری از دولت عثمانی از دست رفت.

## نگارخانه

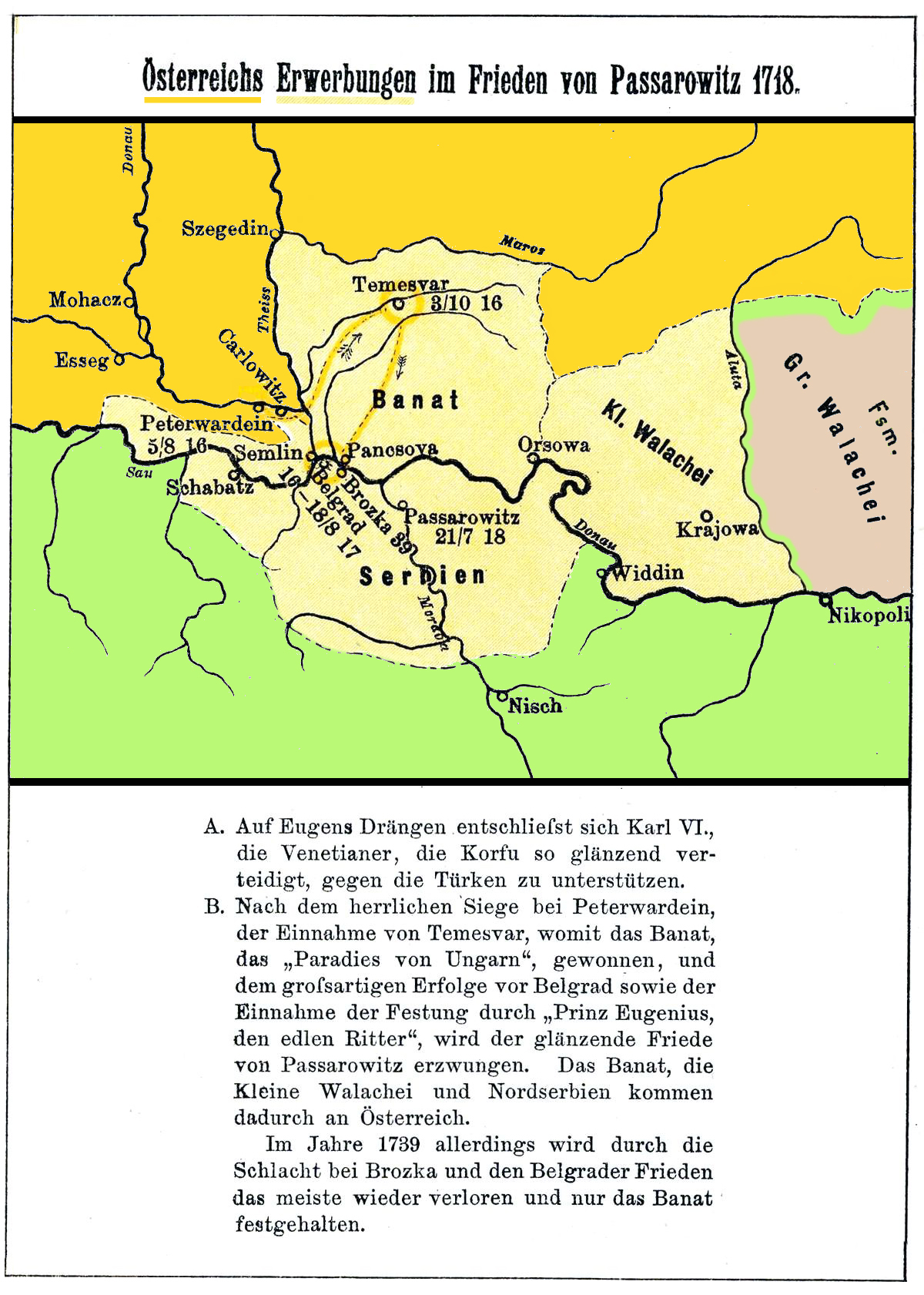
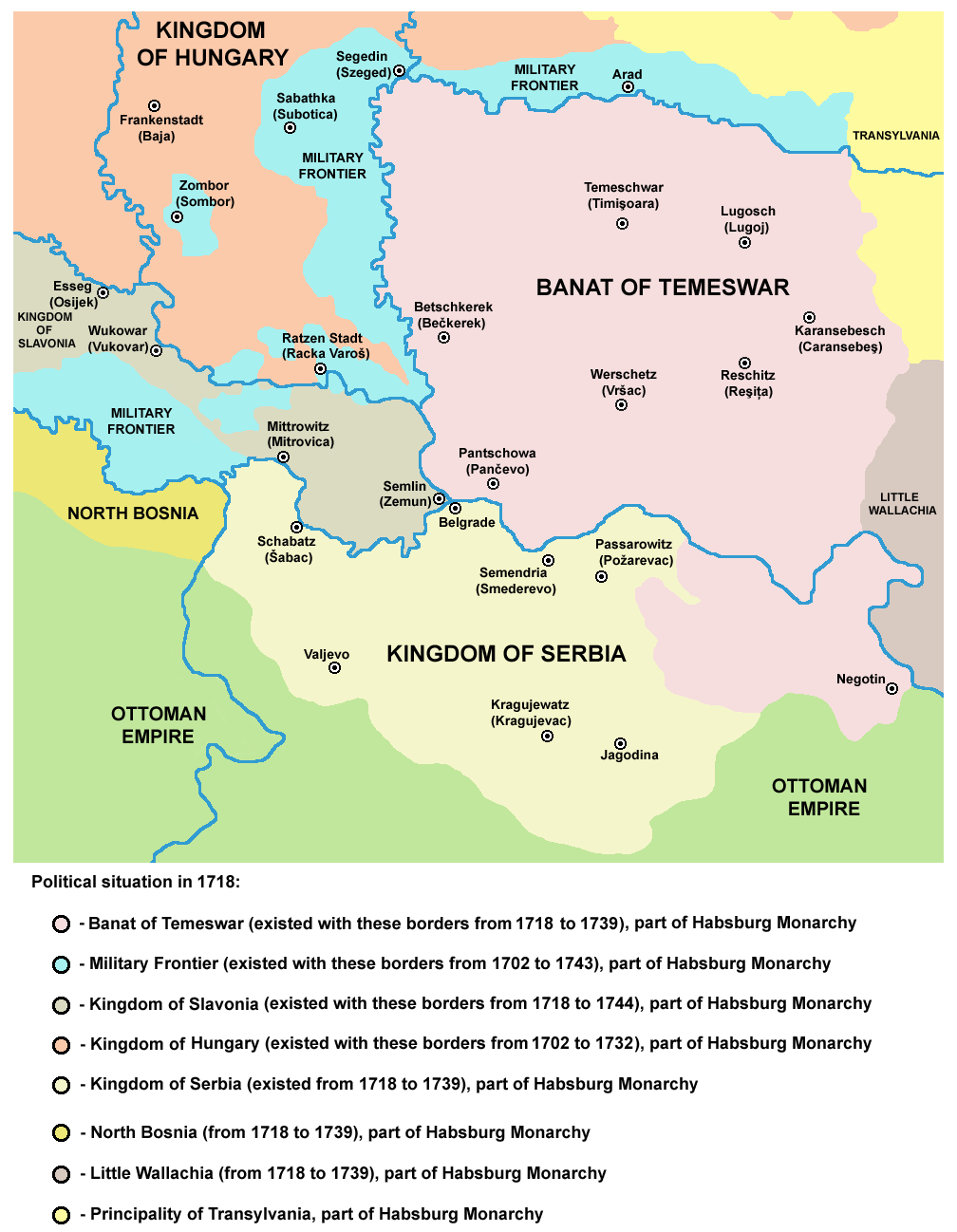